# Uhrturm von Berkowiza

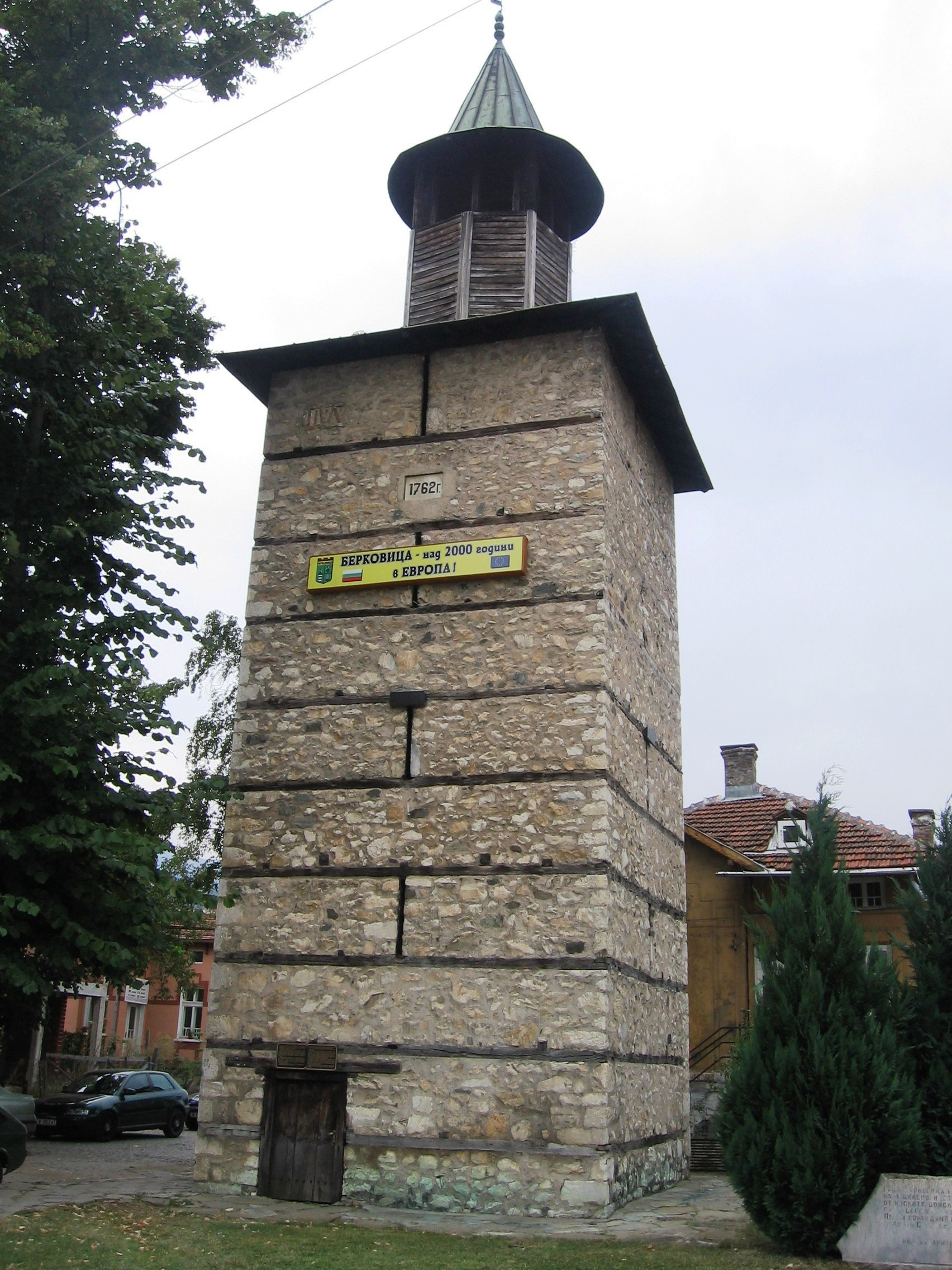
Der Uhrturm von Berkowiza

Uhrturm von Berkowiza (bulgarisch Часовникова кула в Берковица) ist ein Uhrturm in der bulgarischen Stadt Berkowiza. Der Uhrturm wurde 1762 während der osmanischen Herrschaft über der Stadt errichtet und ist heute ein Kulturdenkmal von nationaler Bedeutung. Der Turm befindet sich am zentralen Jordan-Raditschkow-Platz (bulgarisch площад Йордан Радичков) gegenüber dem Gemeinderat und ist der älteste noch funktionierende Uhrturm im Land.
Der Uhrturm, eine typische Sahat-Kula, ist 24 Metern hoch und wurde von lokalen Baumeistern aus Sandstein erbaut. Das Uhrwerk wurde in Bukarest von bulgarischen Uhrmachern erstellt. Bis zur Befreiung Bulgariens endete die Turmspitze mit einer Mondsichel als Symbol des Islams. Während des Russisch-Osmanischen Krieges von 1877 bis 1878 wurde die Mondsichel 1877 von russischen Soldaten durch ein Kreuz als Symbol des Christentums ersetzt.